# Ишеево (Омская область)
Ише́ево (тат. Ишәй) — деревня в Тарском районе Омской области России. Входит в состав Самсоновского сельского поселения.

## История
Основана в 1626 году. В 1928 году деревня состояла из 21 хозяйства, основное население — татары. В административном отношении находилась в составе Сибиляковского сельсовета Знаменского района Тарского округа Сибирского края.

## Население
| 1926 | 2002 | 2010 |
| ---- | ---- | ---- |
| 118  | ↗165 | ↘146 |

## Улицы
| - ул. Зелёная, - ул. Новая, - ул. Песчаная, | - ул. Сиреневая, - ул. Центральная, - пер. Юбилейный. |